# Філіпіна Бранденбург-Шведтська
Філіпіна Августа Амалія Бранденбург-Шведтська (нім. Philippine Auguste Amalie von Brandenburg-Schwedt, 10 жовтня 1745 — 1 травня 1800) — прусська принцеса з династії Гогенцоллернів лінії Бранденбург-Шведт, донька маркграфа Бранденбург-Шведтського Фрідріха Вільгельма та прусської принцеси Софії, дружина ландграфа Гессен-Касселю Фрідріха II, а після його смерті — шляхтича Георга Ернста Левіна фон Вінцингероде.
На її честь у 1778 році були названі колонії Філіпінбург, Філіпінеталь і Філіппіндорф, що зараз входять до складу міста Вольфгаген.

## Біографія

### Ранні роки
Народилась 5 березня 1723 року у Шведті. Була четвертою дитиною та третьою донькою а родині маркграфа Бранденбург-Шведтського  Фрідріха Вільгельма та його дружини  Софії Прусської. Мала старших сестер Фредеріку та Луїзу. Брати померли в ранньому віці.

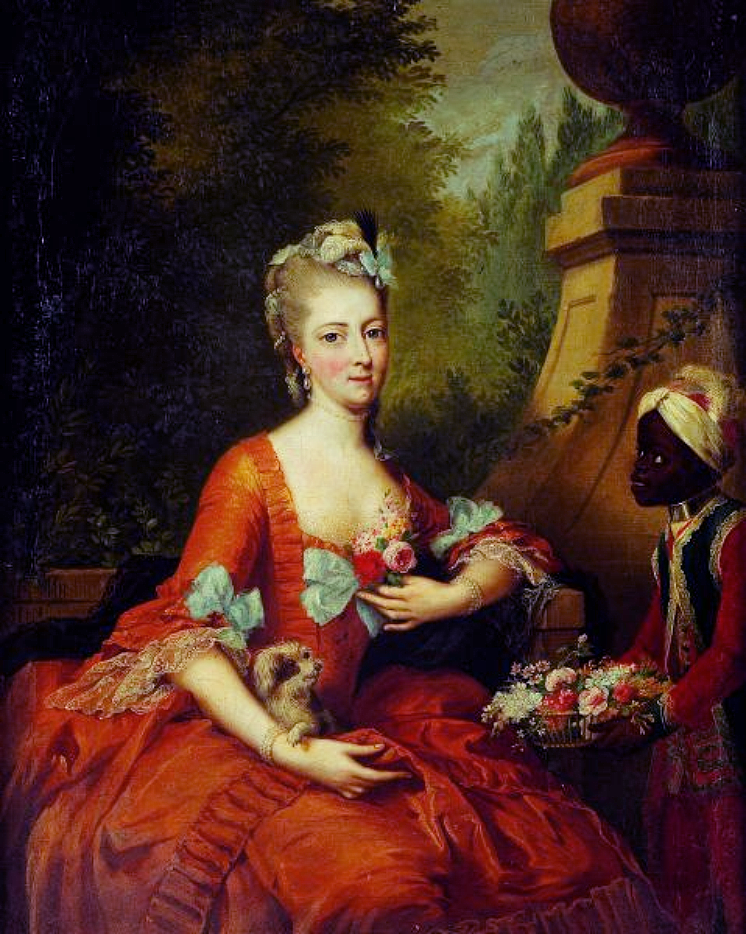
Портрет пензля Й. Г. Тішбейна

Батько був людиною важкого характеру, настрій якого коливався між великою добротою та раптовою грубістю, із матір'ю вони жили фактично нарізно, хоча й мешкали у сусідніх палацах. 
Філіпіна виховувалась в Шведті у вільному дусі. Отримала звичайну освіту для дівчат свого рангу: вивчала німецьку граматику й орфографію, трохи географії та математики, багато релігії та ручної праці. Ймовірно, що швейцарська гувернантка навчала її французької мови, та що принцеса грала на музичному інструменті. Достеменно мала чудовий співочий голос. Полюбляла вишивати, про що свідчать її майстерні роботи, які збереглися. Мала велику пристрасть до верхової їзди, успадковану від батька.
Її матір померла восени 1765 року. Кілька років перед цим Філіпіна жила при її дворі, була довіреною особою, а згодом — і нянькою. У своєму заповіті Софія вказала, що до шлюбу донька має жити по шість місяців на рік у кожної з сестер. Виконавцем заповіту вона призначила свого брата, короля Пруссії Фрідріха II Великого, тим самим забезпечивши, аби батько більше не мав жодного впливу на доньку. Перші шість місяців після смерті матері принцеса провела з найстаршою сестрою Фредерікою, яка мешкала із чоловіком у невеличкому гарнізонному місті у Східній Померанії. Сестри були дуже близькими і насолоджувались спільним проведенням часу, так що король мав нагадати про правило шести місяців.

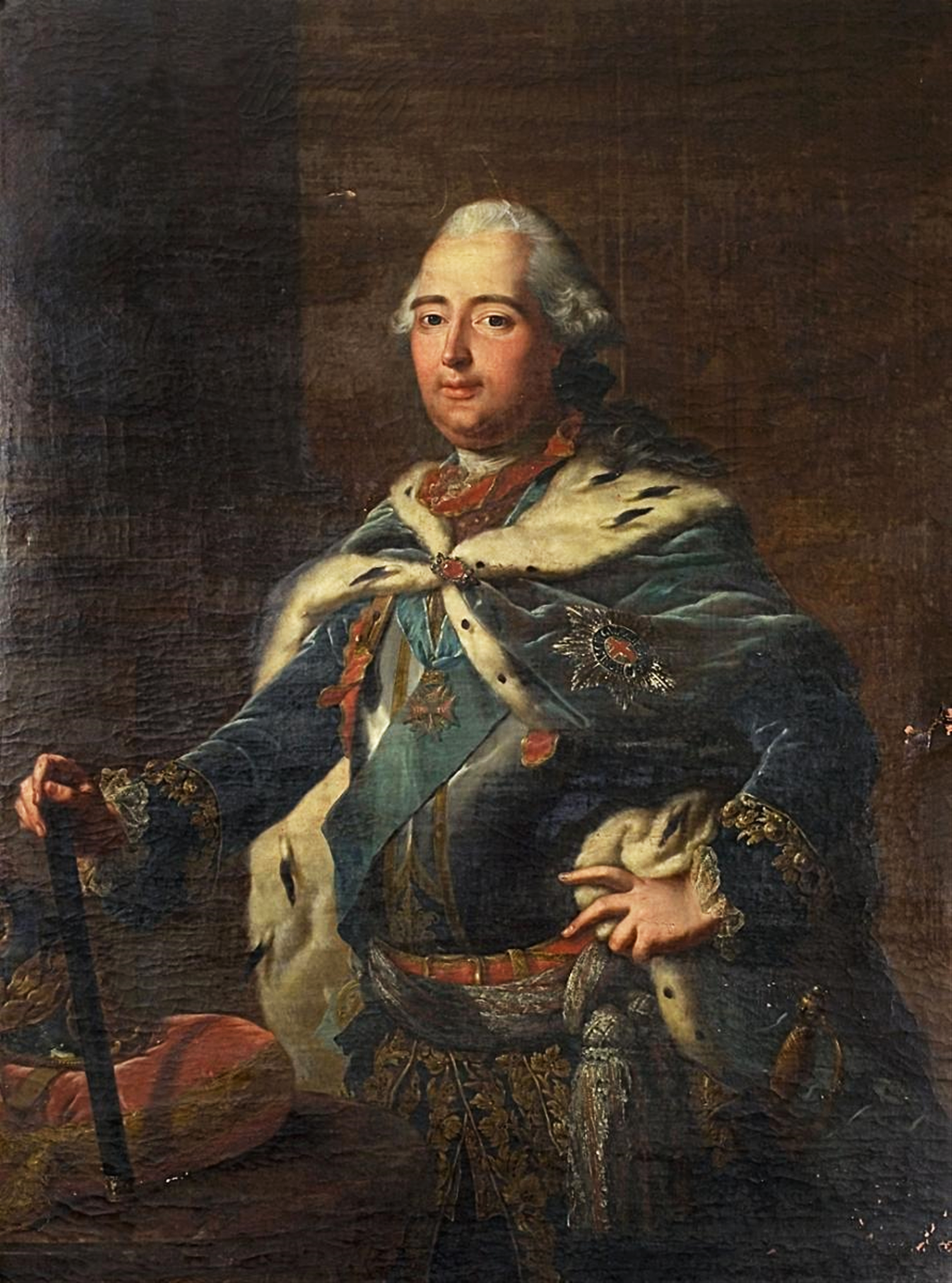
Портрет Фрідріха II

Луїза була в шлюбі з прусським принцом Августом Фердинандом і мешкала у Берліні. Оскільки Фрідріх мав свої політичні плани щодо племінниці, то вирішив, що столичний двір підходить для неї значно більше, ніж маленьке містечко, тож час до самого одруження Філіпіна провела у Луїзи. Завдяки впевненості у собі, вона швидко перетворилася з дівчини з посереднім гардеробом і без світського лоску на відому в берлінському суспільстві вродливу й елегантну принцесу. Не відрізнялася врівноваженим норовом, але мала сильну волю та прагнення до свободи. Її інтелектуальні схильності також були не надто помітними; здавалося, дівчина схилялася до приємніших і легких сторін життя. Прусський король до кінця життя виявляв гарячий інтерес щодо долі племінниці, на що вона відповідала глибокою повагою. 
У ранньому віці була обрана тіткою Луїзою Ульрікою, королевою Швеції, у наречені для її первістка Густава. Втім, проти цього вибору виступав шведський риксдаг, який натомість висунув кандидатуру данської принцеси Софії Магдалени. Луїза Ульріка після цього призначила небогу у дружини середньому синові Карлу, на що він дав згоду у 1770 році. Проте уряд відмовився вести переговори через витрати. Коли ландграф Гессен-Касселю Фрідріх II висловив зацікавленість у шлюбі з Філіппіною, його залицяння впали на благодатний ґрунт, хоча переговори зі Швецією ще не були завершені. Втім, вони розвивалися дуже повільно, і прусський король повідомив ландграфа про свою принципову згоду, але відмовився від хрещення майбутніх дітей пари у католицтві. Враховувався і той факт, що Фрідріх був одним із найбагатших князів імперії і не надто молодим. В ході перемовин було узгоджено, що принцеса отримає 36 000 талерів посагу та матиме «ранковий подарунок» у 5 000 талерів від ландграфа. Крім того, він хотів збільшити річний дохід дружини до 7 000 талерів, а після смерті Фрідріха вона мала б право на пенсію у 12 000 талерів.
27 грудня 1772 року у Міському палаці Берліну були відсвятковані заручини Філіпіни та Фрідріха II. Незадовго перед цим відбулася перша особиста зустріч пари. Хоча принцеса знала про значну різницю у віці, проте була розчарована зовнішнім видом підстаркуватого та товстого нареченого. Ландграф зміг трохи задобрити дівчину за допомогою щедрих подарунків.

### Ландграфиня Гессен-Касселю
У 27 років Філіпіна взяла шлюб із 52-річним ландграфом Фрідріхом II. Вінчання відбулось 10 січня 1773 року у Берлінському міському палаці за реформатським звичаєм. Раніше у невеликому сімейному колі пройшла церемонія за католицьким обрядом. Повідомляли, що наречена була дуже вродливою. Її сукня була сшита повністю зі срібної тканини, шлейф несли чотири фрейліни. Після бенкету, обов'язкового танцю зі смолоскипами та вручення підв'язки нареченої молодята пішли до своїх апартаментів. Подальші урочисті святкування, що тривали кілька тижнів, стали великою світською подією, під час якої прусський двір виявив усю свою пишноту. 30 січня подружжя вирушило до Гессен-Касселю.

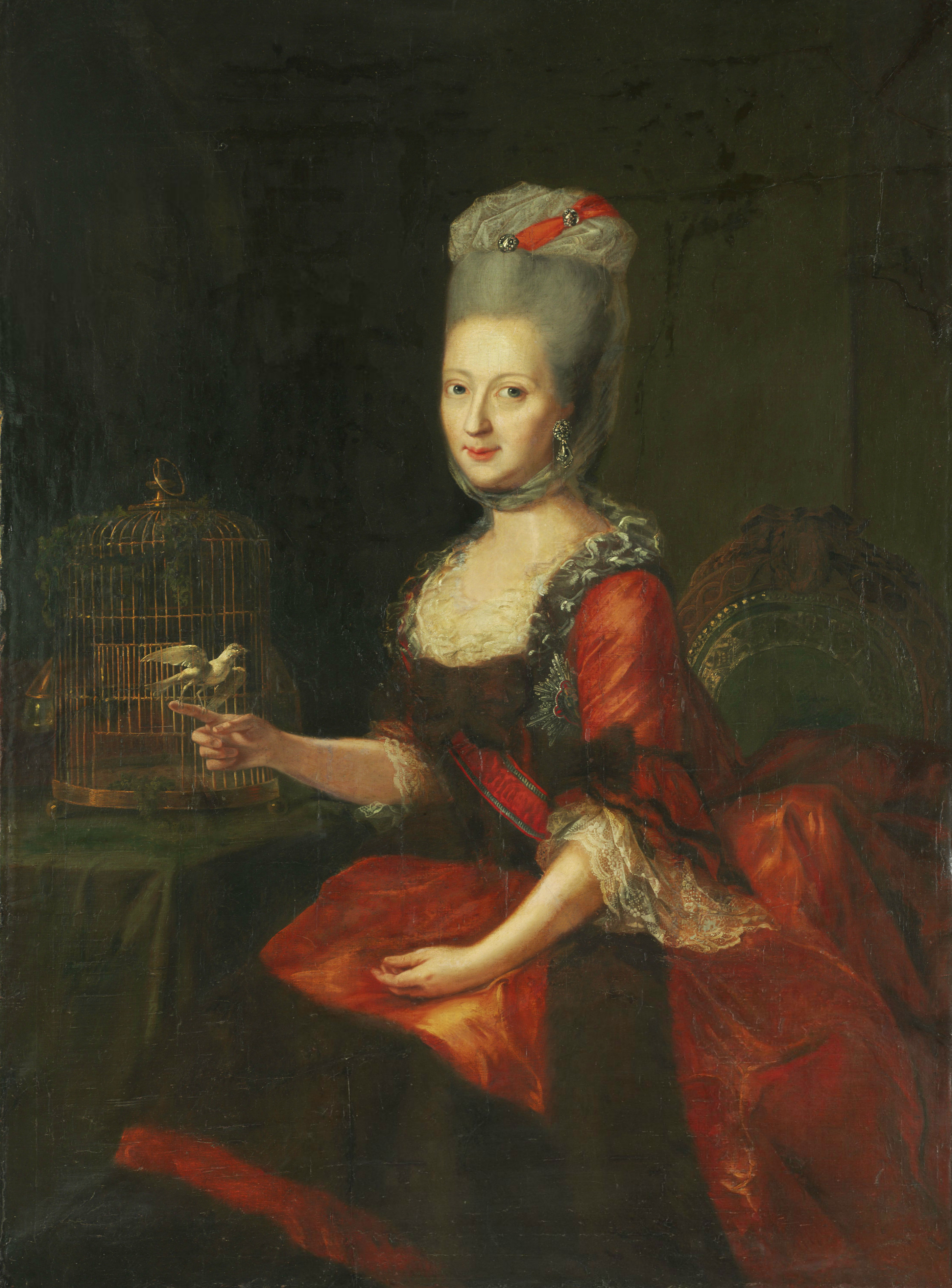
Портрет пензля невідомого майстра

Кассель на той час був одним із найкрасивіших міст Німеччини. Ландграф добре дбав про місто та розвиток культури, через що вважася князем-просвітителем. Місцеві мешканці були ради мати нову правительку, до того ж молоду та красиву. Було налагоджене музичне та театральне життя, що сподобалось Філіпіні. Перед весіллям Фрідріх капітально відремонтував апартаменти міського палацу. Філіпіна також мала власні у замках Вайсенштайн та Амеліенталь. Щодо розпорядку дня, то чоловік надав їй повну свободу дій, вони разом лише обідали та брали участь у вечірніх розвагах.
Англійський сучасник так змальовував ландграфиню: «Її Найсвітліша Високість дуже вродлива жінка, витончена, весела та жвава за характером. Їй загрожує небезпека трохи погладшати — проблема, яка не є рідкістю в Німеччині, але яку вона намагається відстрочити старанними фізичними вправами.»
У день весілля принцеса повідомила нареченому, що ні в якому разі не може піддаватися ризику вагітності з медичних причин. Спільних дітей у подружжя не було, але Філіпіна сприяла примиренню ландграфа з його дітьми від першого шлюбу, з якими він не бачився після розділення з попередньою дружиною у 1754 році.
В Касселі жінка мала власний «молодий двір», де вона могла невимушено спілкуватися подалі від суворих придворних церемоній. Окрім інших, до нього входили філософ Адольф Кніґґе, мандрівник Георг Форстер, а також Георг Ернст Левін фон Вінцингероде. Від останнього Філіпіна, виїхавши до старшої сестри у Монбельяр, у березні 1777 року народила сина - Георга Філіпсона (1777—1834)
Повернувшись до Касселю, продовжила вести попереднє життя. Часто подорожувала Німеччиною та Францією, визнавалася однією з найвродливіших правительок Європи. Ландграф ставився до Вінценгероде терпимо і навіть просував його по службі.
З дозволу Фрідріха II від 23 березня 1778 року поселенці з району Дармштадта створили у Касселі невеликі колонії Філіпінбург, Філіпінеталь і Філіппіндорф на місці закинутих селищ. Усі населені пункти були названі на честь ландграфині.

### Подальше життя та другий шлюб
Фрідріх II пішов з життя наприкінці жовтня 1785 року, залишивши спадкоємцю розвинену економіку та повну скарбницю. Філіпіна отримала звістку про смерть чоловіка у Монбельярі, де навідувала сестру. До Касселю повернулася лише у грудні. Її пасинок Вільгельм, аби зекономити, запропонував їй використовувати як удовину реззиденцію замок в Ганау, а не Вільгельмсбург у Шмалькальдені. Сама ж Філіпіна воліла залишитися у Касселі, але, зрештою була змушена погодитися на Ганау. Тривали її суперечки з новим правителем, у тому числі, щодо розміру її пенсії. З часом сперечання призвели до ускладнення дипломатичних відносин між Гессен-Касселем, Пруссією та Росією. 

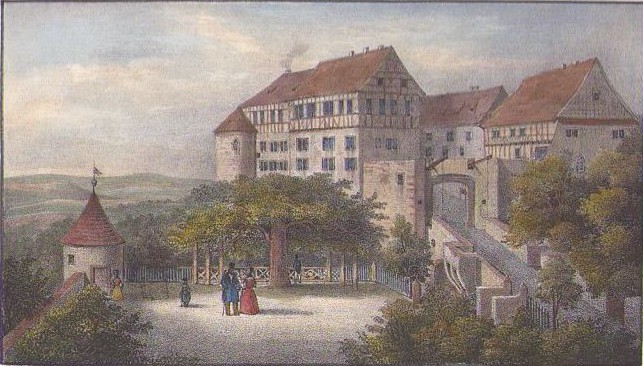
Замок Боденштайн

Георг Ернст Левін фон Вінцингероде від 1786 року виконував обов'язки її обергофмайстра. Як і в Касселі, він зібрав поруч себе численних родичів, і двір ландграфині складався переважно з них. Навіть її апартаменти розміщувалися між кімнат Вінценгероде та його дружини, яка була її фрейліною. Оскільки в Ганау вона відчувала себе некомфортно, то часто подорожувала у супроводі обергофмайстра, його сина та ще однієї фрейліни. 
Літо 1788 року провела у вотчині Вінцингероде — замку Боденштайн. Надалі здійснювала тривалі поїздки до Праги, Відня, Аахену та Спа, де полюбляла лікуватися. Також приймала гостей в Ганау, де її навідували сестри, їхні родини та члени княжих сімей сусідніх земель.
Коли восени 1792 року вона повернулася від сестри з Берліну, Франкфурт вже був окупований французькими військами, а двір Ганау втік до Касселя. Ані Філіпіна, ані Георг Ернст не бажали повертатися до столиці ландграфства, тож частина двору вирушила до замку Боденштайн. Втім, взимку вони повернулися до Берліну, оскільки Боденштайн був замалий для всіх. Там до них долучилися Фредеріка із онукою Катериною, які були змушені виїхати після аннексії Монбельяру. Спершу мешкали в палаці Бельвю у сестри Луїзи, а потім Філіпіна звернулася до кузена, короля Фрідріха Вільгельма II, з проханням про прихисток, яке він схвалив до невдоволення її пасинка Вільгельма I. Монарх дарував родичці 30 000 талерів, на які вона змогла придбати сучасний просторий палац, розміщений на Беренштрассе, 66. Обергофмайстр вишукано його облаштував, і вони разом переїхали туди у 1795 році.

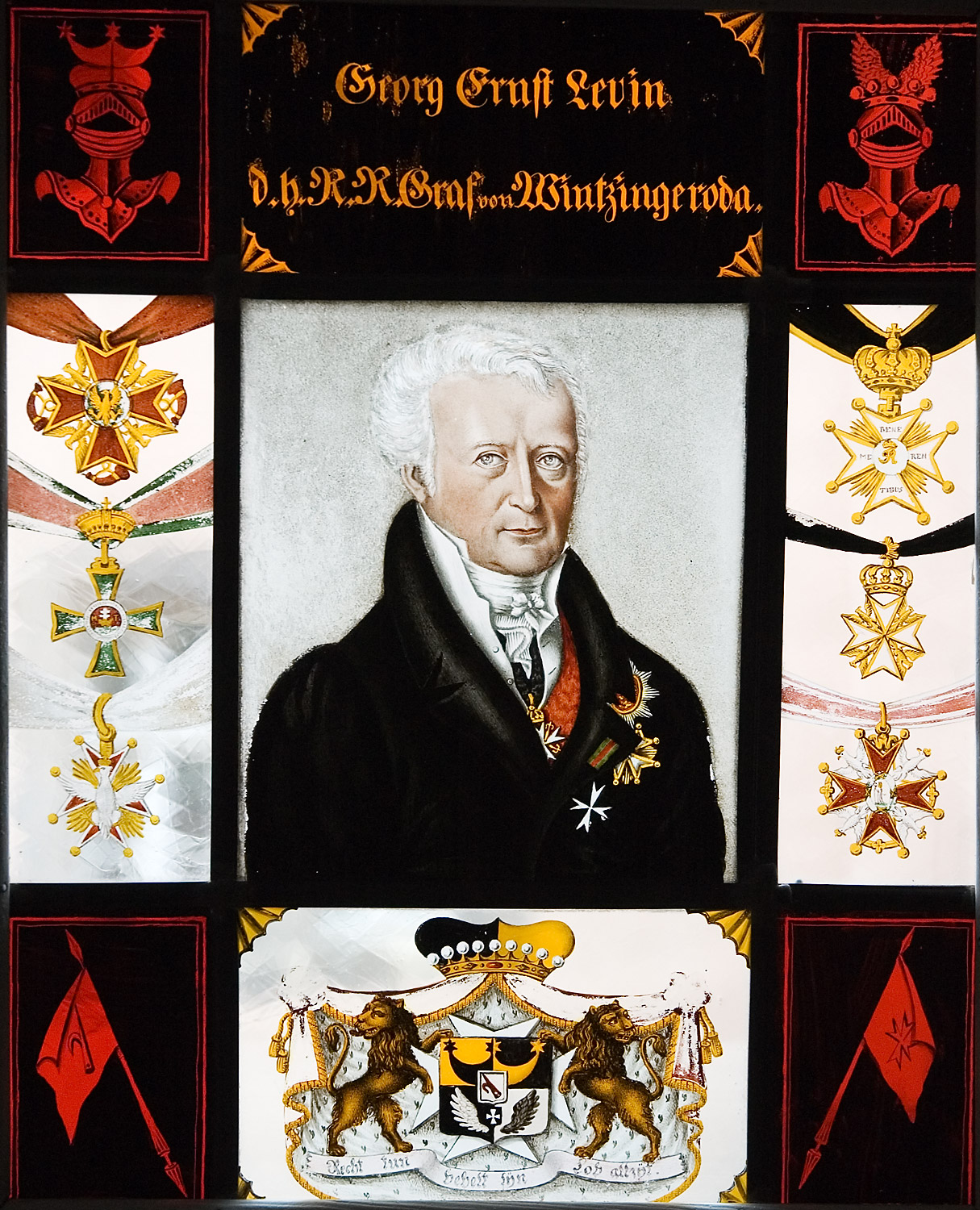
Георг Ернст Левін фон Вінцингероде

У 1794 році вона домоглася для Вінцингероде та його нащадків титулу імперського графа, що був дарований Францом II 21 серпня. Дружина обергофмайстра, з якою він перебував у шлюбі від 1777 року і мав сина, пішла з життя за кілька днів до цього.
У другій половині 1794 року 49-річна Філіпіна та 42-річний Георг Ернст побралися. Шлюб був таємним, але відбувся з відома і схвалення короля Пруссії. За іншими даними, вінчання пройшло 6 червня 1796 року. В гессенській історіографії другий шлюб ландграфині ніде не згадується.
Подружжя згодом кілька разів навідувало замок Боденштайн. В Берліні Філіпіна зібрала власний двір. Після її від'їзду з Ганау Вільгельм I зменшив розмір її пенсії, а Фрідріх-Вільгельм III, який правив Пруссією з 1797 року, на погляд Філіпіни не надавав їй тієї підтримки, на яку вона заслуговувала. В останні роки жінка стала більш примхливою, мала спалахи гніву та страждала від ревнощів, побоюючись втратити прихильність чоловіка.
У 1798 році проголосила Георга Ернста своїм єдиним спадкоємцем. Оскільки у 1788 році останній маркграф Бранденбург-Шведтський помер, залишивши  лише двох доньок, алодіальні землі були поділені між його нащадками та Фрідріха Вільгельма. Філіпіна, таким чином, отримала одну п'яту частину спадку. 
Померла від інсульту 1 травня 1800 року в Берліні. З дозволу чоловіка, її поховали у крипті Гогенцоллернів в Берлінському соборі. Георг Ернст успадкував її землі та все майно. За словами мистецтвознавця Удо фон Альвенслебена, граф перевіз до свого замку Боденштайн численні скарби і надалі там «були представлені всі хороші портретисти, усі виробники порцеляни та фаянсу, усі відомі меблеві майстри, бронзові й золотарі та мініатюристи». Палац на Боденштрассе він продав аби покрити свої борги.

## Нагороди
- Великий хрест ордену Святої Катерини (Російська імперія) (5 квітня 1797).